# Велико Трново
Велико Трново (буг. Велико Търново [ — Велико Тарново) је град у Бугарској, у средишњем делу земље. Град је и седиште истоимене општине и Великотрновској области.
Велико Трново има изузетно велик значај за бугарску кутлуру и историју. Град је био средиште бугарске државе током задњих векова средњег века („Град царева“), а данас је то град са добро очуваним средњовековним црквама и старим градским језгро из времена бугарског народног препорода.

## Назив насеља
У средњем веку град је носио назив „Трновград“ ( — Тарновград), који је постепено постао познат као „Трново“ ( — Тарново).
Године 1965, назив града је промењен у „Велико Трново“ ( — Велико Тарново). Назив „Трново“ се и дан данас веома често користи у бугарском говорном језику. 

## Географија
Велико Трново се налази у средишњем делу земље, приближно подједнако удаљено од важних тачака у држави: Варна и Црно море — 228 km, Софија — 241 km, Русе — 107 km, Пловдив — 180 km.
Град је смештен на северним падинама Старе планине (Балкана). Надморска висина града је 325 m. Велико Трново се сместило у клисури реке Јантре, која у рејону града прави неколико окука. Ово садејство реке са градом ствара веома леп однос природе и градитељства. Влашка низија почиње 20ак km северно од града.
Клима у граду континентална.

## Историја
Подручје Великог Трнова је првобитно било насељено Трачанима, а касније и Римљанима. Међутим, образовање града и његов највиши зенит десили су у средњем веку. Град је био средиште Другог бугарског царства од 1185. до 1393. године.
Током већег дела средњег века град био у саставу Бугарске. У 14. веку град је пао под власт Османлија. У 19. веку Сливен је постао једно од средишта бугарског народног препорода. Године 1885, град је постао део савремене бугарске државе. Током овог раздобља подигнуто је више велелепних цркава, градске зидине, а град је имао мултинационални карактер (Бугари, Јермени, Јевреји, „Латини“). У Великом Трнову је умро први српски архиепископ Свети Сава 1236.
Године 1393, Трново заузимају и већим делом разарају Турци Османлије. Град се обновио, никада није поврато стару славу. Томе су допринели и месни устанци против Турака, укупно три. Први устанак је био 1598, други 1686. и трећи, успешан из 1876. је довео до Руско-турског рата 1877-78, којим је Бугарска добила аутономију.
Током 19. века град је био и стециште бугарског народног препорода, који се данас огледа у добро очуваном и веома вредном старом градском језгру са бројним средњовековним црквама и кућама у балканском стилу. Објављен је 1894. године попис у Трнову, из којег се види да ту живи 12.858 становника.

## Срби у Великом Трнову
Трново је било место упокојења највећег српског светитеља Св. Саве Немањића. Он се ту навратио након другог поклоничког пута у Свету земљу (Палестину). Дочекали су га са највећим почастима бугарски цар Асен и патријарх Јоаким. Сава је домаћинима дао део црквеног уметничког блага које је донео са истока. Умро је од последица грознице која га је узела, 14. јануара 1235. године. Сахрањен је уз највише почасти у православној цркви Четрдесеторице мученика у Трнову. Савин брат српски краљ Стефан је више пута тражио да му таст - бугарски цар да мошти Св. Саве. Наводно је бугарски цар сањао Саву који му је у сну пренео заповест од Бога, да његово тело преда Србима. Нетрулежно и миомирисно тело српског светитеља показало се приликом отварања саркофага. Све док нису пренете у Србију, његове чудотворне мошти су излечиле многе Бугаре, који су ту тражили исцељење и утеху. Мошти су пренете у цркву манастира Вазнесења Господњег, у српском манастиру Милешеви, задужбини тадашњег српског краља.
У Трнову и другим градовима Бугарске било је у 16. и 17. веку много Дубровчана трговаца. Били су то Срби католици и православци. Њих је још бугарски цар Асен II позивао да развијају трговину по његовој земљи. Дубровчани су после пада Трнова, ту наставили да послују и чак населили своју велику трговачку колонију. Код Дубровчана католика окупила се у Трнову преостала бугарска властела, тражећи заштиту од Папе, преко испоставе његове католичке цркве. Населили су се ти бугарски бојари (властелини) у тзв. "Бојарској улици" у Трнову. Дубровчани су били утицајни, и помогли су неколико пута и код подизања буна против Турака. Главна и водећа личност устанка подигнут 1595. године у Трнову, био је Дубровчанин, Саркочевић. Успели су Бугари да за кратко оружјем створе нову слободну и самосталну бугарску државу. Престоница је постала Трново, а владар изабран као потомак Шишмановића - Шишман IV. Међутим турска сила је савладала отпор бугарских побуњеника, "држава" је укинута а Шишман је пребегао у Русију. Сурови Синам-паша је распршио све бугарске наде. Дубровчани су због подстицања и умешаности у бугарску побуну од тада у немилости Турака. То је њихов неочекиван а трагичан крај - пре свега трговине. Њихова вишевековна присутност и полет почињу од тада да слабе, и потпуно замиру на целој бугарској територији.
Приручник за изучавање грчког и српског језика наручили су у Трнову 1845. године, архимандрит Максим и трговац Евстатије Киријак (из Београда). Купци једне српске књиге у Београду, били су 1847. године два Трновчана: Киријак Евстатијев и Никола Димзовић. Исте, 1847. године Момчиловићева "Писменица" је купована и у Трнову, од стране тамошњих Бугара и Срба, које су они негирали, називајући - "Славјани". Међу тим Србима који су већ били на путу асимилације помињу се у списку пренумераната: Стефан Пешовић "ахтар", Јованча Пенчовић и десетак ученика - Беловић, Цотовић, Георгије Јовановић, Николај Дончовић, Николај Атанасовић, Сава Гајовић, Минчовић, Димитрије и Стефан Гашовић. Једну српску књигу је прибавио другом приликом, Атанас Николајевић трговац из "Велике Трнове".
Живот Наполеонов који је описао француски књижевник Дима, превео је на српски Љубомир Ненадовић. На позив Јована Јовичића "камараша" у Рушчуку, тамо су се писали за претплатнике и читаоци из Великог Трнова: Хаџи Атанасије Михајловић и Петраћи Ш. Ћимишоглу тамошњи трговци.
Књигу о црногорском јунаштву које су гусле опевале, штампану у Београду, набавио је "часни" Дионизије архимандрит трновски из Трнова(4 егземплара).

## Становништво
По проценама из 2007. град Велико Трново има 63.859 становника. Највећи проценат становништва су етнички Бугари православне вероисповести. Остатак су махом Роми.
Последњих 20-ак година град губи становништво због удаљености од главних токова развоја у земљи, али је ово далеко мање изражено него код истих градова у земљи. Разлог овоме су развијен образовни систем (седиште важног државног универзитета) и нагласак на културно-туристичким делатностима.

## Знаменитости
Велико Трново је веома важно туристичко одредиште у Бугарској и вероватно најважнија туристичка тачка по питању ходочасничког и културолошког туризма у држави. Град, као некадашње важно стециште бугарског народног препорода, поседује добро очувано старо градско језгро са бројним кућама у балканском стилу.
Град је највише познат по низу добро очуваних цркава, од којих су најпознатије:
- Црква св. Димитрија
- Црква Светих Четрдесет мученика
- Црква св. Петра и Павла
- Велика Лавра (Саборна црква)
- Св. Борјана

## Партнерски градови
- Краков
- Јаши
- Ниш
- Толедо
- Охрид
- Полтава
- Твер
- Бајон
- Сер
- Шопрон
- Таршин
- Текирдаг
- Асти
- Битољ
- Цетиње
- Колонија Товар
- Ел Карак
- Сијан
- Задар